# Ulf Linde

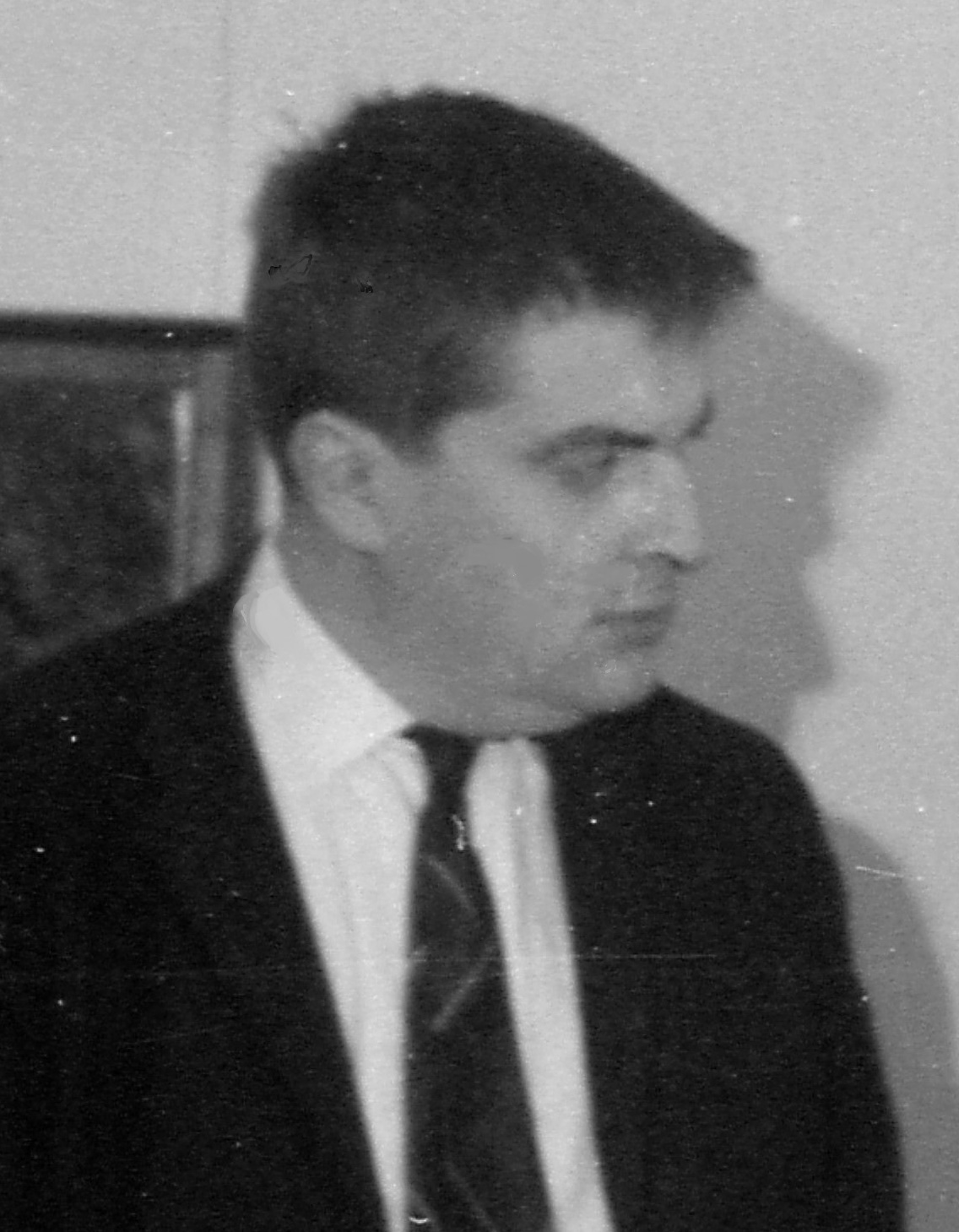
Ulf Linde (1960)

Ulf Harald Linde (15 de abril de 1929 - 12 de octubre de 2013) fue un crítico de arte, escritor, director del museo sueco y miembro de la Academia Sueca. 
Nacido en Estocolmo, fue elegido miembro de la Academia Sueca el 10 de febrero de 1977 y admitido el 20 de diciembre de 1977. Linde sucedió al escritor Eyvind Johnson a Seat No.11. Linde era el director de la Galería de Thiel / Thielska Galleriet en Estocolmo entre 1977 y 1997.

## Discografía
- Jazz: 1948-1952